# Dom Feliciano
Dom Feliciano este un oraș în Rio Grande do Sul (RS), Brazilia.